# Friuli Aquileia Cabernet franc
Il Friuli Aquileia Cabernet franc è un vino DOC la cui produzione è consentita nella provincia di Udine.

## Caratteristiche organolettiche
- colore: rosso rubino intenso.
- odore: caratteristico, erbaceo gradevole
- sapore: caratteristico erbaceo, fine, asciutto, armonico

## Produzione
Provincia, stagione, volume in ettolitri
- Udine  (1990/91)  3674,9
- Udine  (1991/92)  3726,7
- Udine  (1992/93)  4240,25
- Udine  (1993/94)  4042,8
- Udine  (1994/95)  4699,08
- Udine  (1995/96)  3395,99
- Udine  (1996/97)  4493,91